# John Blyth Barrymore

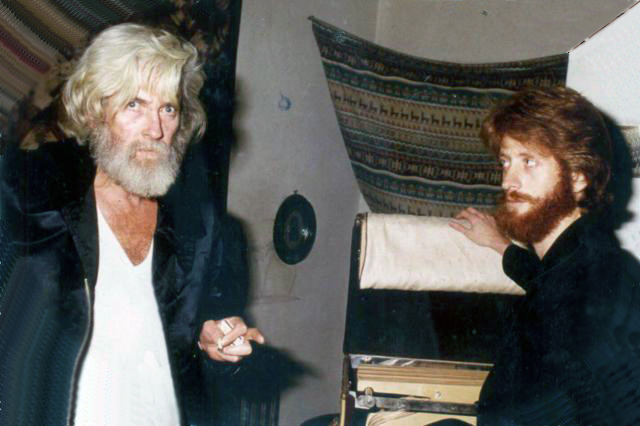
John Drew Barrymore med sonen John Blyth Barrymore, cirka 1982.

John Blyth Barrymore, född 15 maj 1954 i Beverly Hills, är en amerikansk skådespelare. I en av hans tidigare roller spelade han Zeke i TV-serien Kung Fu.